# Rose Hill
Rose Hill (London, 5. lipnja 1914. – Hillingdon, 22. prosinca 2003.), britanska glumica. 

## Životopis
Rose Lilian Hill je bila britanska glumica, svjetskoj publici najpoznatija po ulozi čangrizave punice Renea Artoisa, Madame Fanny La Fan, u britanskoj hit humorističnoj seriji, "'Allo 'Allo!". Svoju karijeru, Rose je započela kao sopran 1939., i punih 12 godina je nastupala u predstavama engleskog kazališta. No, tek ju je uloga u seriji proslavila. Bila je u braku s John St. Leger Davisom, te je s njima imala jedno dijete. Glumila je sve do svojih kasnih 80-ih, te je zadnje godine života provela u Denville Hall, u domu za umirovljene glumce u Middlesexu.

## Televizijske serije u kojima je nastupala:
- "ITV Television Playhouse" kao gospođa Warner (1960.)
- "The Younger Generation" kao Alice Tremaine (1961.)
- "Espionage" kao gospođa Goodrich (1964.)
- "The Wednesday Play" kao Emma Cooper (1965.)
- "Steptoe and Son" kao Auntie (1965.)
- "Thingumybob" kao Fay Bridge (1968.)
- "Out of the Unknown" kao Geoffova majka (1969.)
- "Dad's Army" kao gospođa Cole (1970.)
- "Dixon of Dock Green" kao Ada Bailey (1957.;1971.)
- "Comedy Playhouse" kao gospođica (1973.)
- "Thriller" kao majka (1973.)
- "Born and Bred" kao Annie Benge (1978.)
- "Strangers" kao Bella (1982.)
- "Avanture Nicholasa Nicklebya" (The Life and Adventures of Nicholas Nickelby) kao Miss La Creevy (1982.)
- "Play for Today" kao Alice (1979. – 1983.)
- "Hallelujah!" kao Mavis (1984.)
- "Press Gang" kao gospođa Williams (1990.)
- "'Allo 'Allo!" kao Madame Fanny La Fan (1982. – 1992.)
- "Policija" (The Bill) kao gospođa Temple (1989. – 1993.)
- "Frostov pristup" (A Touch of Frost) kao gospođa Ryder (1994.)

## Filmovi u kojima je nastupala:
- "The Bank Raiders" kao gospođa (1958.)
- "A Shot in the Dark" kao sopran (1964.)
- "Every Home Should Have One" kao gospođa (1970.)
- "The Carol Burnett Show in London" kao gošća (1970.)
- "For the Love od Ada" kao statist (1972.)
- "Tiffany Jones" kao gospođa (1973.)
- "Footsteps" kao gospođica Kosky (1974.)
- "House of Whipcord" kao Henryjeva žena (1974.)
- "The Wildcats of St. Trinian's" kao gospođica Martingale (1980.)
- "On the Razzle" kao gospođa Blumenblatt (1983.)
- "Past Caring" kao Clarrie (1985.)
- "Mister Skeeter" kao Nan (1986.)
- "Murder East-Murder West" kao baka (1990.)

## Vanjske poveznice
- Rose Hill u internetskoj bazi filmova IMDb-u (engl.)